# Peribatodes occidentaria
Peribatodes occidentaria là một loài bướm đêm trong họ Geometridae.